# بوب بيثل
بوب بيثل هو سياسي أمريكي، ولد في 5 نوفمبر 1942، وتوفي في 20 مايو 2012. نشط حزبياً في الحزب الجمهوري. وقد انتخب عضو مجلس نواب كنساس ‏.

## وصلات خارجية
- الموقع الرسمي